# رومينا جولدسميد
رومينا جولدسميد عالمة أحياء أرجنتينية أمريكية، تبحث في علم مناعة الأورام. وهي محققة في المعهد الوطني للصحة ستادمان في المعهد الوطني للسرطان.

## التعليم
رومينا جولدسميد حصلت على الماجستير والدكتوراة في الكيمياء الحيوية. في علم المناعة الورمي يعمل على لقاحات الخلايا التغصنية للعلاج المناعي للورم الميلانيني من جامعة بوينس آيرس، وقد تم إجراء جزء منه كعالم زائر في مختبر رالف إم ستاينمان في جامعة روكفلر. في عام 2004 جاء إلى المعاهد الوطنية للصحة لإجراء أبحاث ما بعد الدكتوراه في علم المناعة من الأمراض المعدية مع آلان شير في مختبر الأمراض الطفيلية في المعهد الوطني للحساسية والأمراض المعدية.

## الوظيفة والبحث
في عام 2009 عادت جولدسميد إلى علم المناعة الورمي، وانضمت إلى مختبر جورجيو ترينشيري كعالمة فريق. في عام 2015 أصبحت محققًا في معاهد الصحة الوطنية إيرل ستادتمان في مختبر علم المناعة التكاملي للسرطان ومحققًا مساعدًا في نيايد. في عام 2019 حصلت على جائزة الرئاسة الوظيفية المبكرة للعلماء والمهندسين.
لدى جولدسميد اهتمام طويل الأمد بفهم الآليات التي تحكم التطور والنضج الوظيفي وديناميكيات الشبكة الخلوية بالبلعمة أحادية النواة التي تلعب دورًا فعالًا في دفاع المضيف. على وجه الخصوص تركز أبحاثها على ربط الميكروبيوم، وتطور البلعمة وحيدة النواة، والسرطان والأمراض المعدية بالهدف النهائي المتمثل في تحديد التدخلات العلاجية الجديدة المحتملة لتحسين علاج السرطان. أظهرت جولدسميد وزملاؤها لأول مرة أن ميكروبيوتا الأمعاء تتحكم في الاستجابة للعلاج المناعي للسرطان والعلاج الكيميائي عن طريق تعديل وظائف الخلايا النخاعية في البيئة الدقيقة للورم.